# Suzanne Lafont
Suzanne Lafont (* 9. Juli 1949 in Nîmes) ist eine französische Fotografin.

## Leben und Werk
Suzanne Lafont ist 1949 in Südfrankreich geboren und studierte Französische Literatur und Philosophie. Als Künstlerin ist sie Autodidakt. Lafont lebt und arbeitet in Paris.
Mit Trauerspiel (1997) hat Lafont ein Werk für den öffentlichen Raum geschaffen. Sie präsentierte während der documenta X Plakate in den unterirdischen Fußgängerpassagen von Kassel.

## Ausstellungen (Auswahl)

### Einzelausstellungen
- 1992 Museum of Modern Art, (Kuratorin: Lynn Zelevansky), New York City
- 1992 Galerie nationale du Jeu de Paume, Paris

### Gruppenausstellungen
- 2014 Punctum Salzburger Kunstverein, Salzburg
- 2008 L’argent Le Plateau, Regionalfonds für zeitgenössische Kunst (FRAC), Paris
- 2008 Real DZ Bank Sammlung, Städel Museum, Frankfurt am Main
- 2008 Street & Studio, An Urban History of Photography Tate Modern, London, Museum Folkwang, Essen
- 2003 Dali und Die Magier der Mehrdeutigkeit Museum Kunstpalast, Düsseldorf
- 1997 Trauerspiel documenta X, Kassel
- 1994 Gesellschaft für Aktuelle Kunst, Bremen
- 1992 documenta IX, Kassel[4]
- 1991 Kunst Europa Kunstverein Ulm, Ulm